# داغ هاوغ
داغ هاوغ (بالنرويجية البوكمول: Dag Haug)‏ هو لغوي نرويجي، ولد في 17 أبريل 1976.